# 프랑스국적령사건
튀니지와 모로코 국적령 사건은 국제법상 유명한 사건이다.

## 사건개요
1921년 11월 8일 프랑스보호령 튀니지의 총독은 다음과 같은 포고를 하였다. 프랑스 국민을 제외하고 튀니지에서 태어난 자로서 그 부모 중 한 명이라도 튀니지 출생이라면, 튀니지정부에 구속력을 갖는 조약에 따를 것을 조건으로, 튀니지 국민이 된다는 것이었다. 같은 날 프랑스 대통령도 국적에 관한 포고를 하였는데,  튀니지에서 태어난 자로 그 외국인 부모 중 최소한 일방이 튀니지에서 태어난 자는 프랑스 국민이라는 것이었다. 그 후 유사한 입법조치가 모로코에서도 행하여졌다.
프랑스 주재 영국대사는 위 조치에 대해 즉각 항의를 제기하고 영국 국적을 가진 자에게는 동 포고령이 적용될 수 없다고 주장하였다. 이로 인한 양국간의 의견 차를 좁혀보려는 노력이 실패하고, 1903년 영국․프랑스 양국간에 체결된 중재협약을 근거로 한 영국의 중재재판 부탁제의도 프랑스의 거부로 이루어지지 못하였다. 이에 영국은 이 문제를 국제연맹이사회에 부탁하였는데 프랑스는 이 문제가 연맹규약 제15조 8항의 ‘오로지 국내관할권’ 내에 속하는 문제로서 연맹이사회에서 어떠한 심의도 할 수 없다고 주장하였다. 결국 양국의 합의로 연맹이사회는 튀니지․모로코의 국적포고로 인한 영국․프랑스 양국간의 분쟁이 과연 연맹규약 제15조 8항의 ‘오로지 국내관할권’ 내에 속하는 문제인가를 판단하여 주도록 PCIJ에 권고적 의견을 요청하였다.

## 쟁점
1. 국제법상 국내관할사항의 의미
2. 국적문제가 국내관할사항에 해당하는가 여부

## 판결
1. 국내관할사항이란 국제법에 의하여 규율되지 않고 개별국가가 독자적으로 판단할 수 있는 사항이지만, 어떤 문제가 국내관할사항인가 여부는 상대적인 문제로서 이는 국제관계의 발전에 따라 가변적이다.
2. 국적문제는 원칙적으로 국제법의 규제를 받지 않는 분야이다. 단 국가의 재량권 행사도 타국에 대한 의무에 의하여 제한받게 되며, 그 경우 국가의 국내관할사항 역시 국제법에 의하여 제한된다. 이 사건에서는 보호국이 보호령에서 행사할 수 있는 권한범위가 국제법적 관점에서 검토되어야 하며, 튀니지나 모로코에 관련된 조약의 국제법적 의미가 분석되어야 하므로 프랑스 국적령의 적용문제는 국내관할사항에 속하지 않는다.

## 권고적의견 요지
본 사건이 국제법상 오로지 프랑스의 국내관할권에 속하는 사항에서 발생하지 않았다는 것을 입증하기에 충분하며 이러한 이유에 의거하여 본 재판소는 1922년 10월 22일 국제연맹이사회 결의에서 언급되고 있는 분쟁은 국제법상 국내관할권에 속하는 분쟁이 아니라고 판단하였다.